# Chalaça
Francisco Gomes da Silva, dito Chalaça (Lisboa, 22 de setembro de 1791 — Lisboa, 30 de dezembro de 1852), foi um político e confidente do primeiro Imperador do Brasil, D. Pedro I.

## Início de vida
O jovem Francisco nasceu em Lisboa, filho bastardo de Francisco José Rufino de Sousa Lobato, que futuramente seria barão e depois Visconde de Vila Nova da Rainha, e de Maria da Conceição Alves, aldeã pobre de 19 anos que trabalhava como criada de quarto de Sousa Lobato. Por ele seduzida, a moça registrou a criança como "filho de pais incógnitos". Apesar de não assumi-lo, o futuro barão e visconde o manteve junto de si, até o momento em que decidiu casar-se com a filha do futuro primeiro Visconde de Santarém.

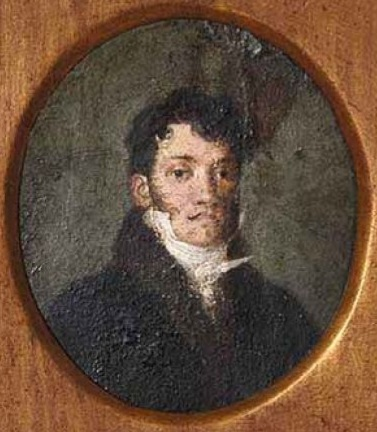
Francisco Gomes da Silva (Chalaça)

Sousa Lobato teve de mandar sua amante para a África, e fazer desaparecer o menino Francisco, que contava então oito anos. A solução encontrada foi a seguinte: o futuro Barão pagou oito mil cruzados (soma considerável na época) a um protegido, Antonio Gomes, para assumir a paternidade do menino e o registrar como filho legítimo. O pai "testa de ferro" ainda ganhou, por influência do futuro Visconde, um emprego público como ourives da Casa Real.
Quanto a Francisco, foi mandado para o seminário de Santarém, para que fosse preparado para ser padre. Lá, aprendeu filosofia e latim, além dos idiomas francês, inglês, italiano e espanhol. Este preparo cultural em muito o ajudaria na idade adulta.
Estava quase a ordenar-se sacerdote quando chegaram as notícias dos preparativos da fuga da corte portuguesa para o Brasil. Tinha 16 anos. Brigou com o reitor e com o padre-mestre de disciplina do seminário e viajou para Lisboa, decidido a participar dos acontecimentos. No caminho, foi preso por uma guarnição francesa e condenado como espião. Às vésperas de ser fuzilado, conseguiu por acaso evadir-se de forma espetacular, chegando ao cais de Lisboa na mesma manhã em que D. João VI e sua corte embarcavam para o Brasil.
De alguma forma conseguiu reencontrar o pai adotivo e introduzir-se nas embarcações. De condenado à morte, passou a membro da multidão de 15 mil lusitanos que desembarcaria no Rio de Janeiro em março de 1808.

## Chegada ao Brasil
Já no Rio de Janeiro, o ourives Antonio Gomes estabeleceu-se na rua Direita (atual rua Primeiro de Março). Chalaça passou a auxiliá-lo, mas logo suas noitadas boêmias e desordeiras levaram-no a uma séria briga com o "pai". Saiu de casa e abriu uma tenda de barbeiro na rua do Piolho (atual rua da Carioca), onde trabalhava como cirurgião, dentista e sangrador, aplicando bichas (sanguessugas) e ventosas, segundo os princípios de medicina da época.
Em 1810 já se insinuara no palácio, obtendo a inclusão na lista de criados honorários do Paço. Um ano depois, era nomeado Moço de Reposteiro por D. João. Em 1812, aos 21 anos, já recebia algumas vantagens por sua atuação em "serviços reservados" prestados ao Príncipe Regente.
Considerando que a corte era um ninho de intrigas entre facções rivais que se espionavam mutuamente, compreende-se que já começava a desenvolver ali algumas das "qualidades" que o tornariam famoso mais tarde. Tanto que em 1816 já era Juiz da Balança da Casa da Moeda e logo tornava-se o amigo favorito do príncipe D. Pedro,  que conheceu chalaça no bar da "Maricota Corneta". Encontrou no Chalaça o companheiro ideal para farras e escapadas noturnas.
D. João VI temia sobremaneira as maquinações de sua esposa, D. Carlota Joaquina, razão pela qual mantinha-a sob discreta vigilância. O Chalaça logo teria papel destacado nesse jogo de espionagem familiar, o que lhe garantiu o ódio da "espanhola maldita". A esperta rainha esperava apenas uma chance para derrubar o bastardo insinuante.
E a chance veio em 1817, quando Chalaça cometeu seu maior erro: após denúncia de Carlota Joaquina, foi flagrado pelo próprio D. João numa sala do palácio em companhia da dama do Paço D. Eugênia de Castro, ambos nus e em atitude que não deixava dúvidas. D. João expulsou-o de seu serviço e baixou ordem de que o Chalaça deveria manter-se a uma distância mínima de dez léguas da corte.
E foi-se o Chalaça para Itaguaí, abrigar-se na casa de um vigário conhecido desde os tempos de Santarém, até que a intervenção de seu verdadeiro pai, o Visconde de Vila Nova da Rainha, reabilitou-o junto a D. João VI.
A rua Direita (atual rua Primeiro de Março) era a mais importante do Rio de Janeiro do início do século XIX. Neste ambiente social em mutação, onde soldados, escravos, comerciantes e fidalgos tentavam a sorte, havia espaço para as investidas de um aventureiro sem escrúpulos e intelectualmente bem-dotado.

## Chalaça, a sombra do Imperador
A insistência de Chalaça em voltar para Portugal com D. João VI desagradou a D. Pedro, que se sentiu traído pelo companheiro de esbórnias. Mas D. João VI também não levou Chalaça em sua comitiva, deixando-o em má situação no Brasil. Só conseguiu reconquistar a amizade de D. Pedro em 1822, já muito perto dos acontecimentos que levariam à Independência. Como membro da Guarda de Honra de D. Pedro I, passou a tenente em 1823, capitão em 1824 e coronel comandante em 1827.
Chalaça acompanhou o príncipe a São Paulo como uma espécie de secretário particular, e tão bem desincumbiu-se de seu serviço do qual D. Pedro não queria mais prescindir. Por um lado, Chalaça era dono de caligrafia excelente, dominava várias línguas, escrevia com correção, tinha o pensamento organizado - perfeito administrador. Por outro lado, prestava também outros "servicinhos", como arregimentar belas mulheres. A mais fascinante de todas surge na vida de D. Pedro exatamente nesta viagem a São Paulo e se chamava Maria Domitila de Castro Canto e Melo, que mais tarde receberia o título de Marquesa de Santos.
É sabido que Domitila teve amores com D. Pedro. Pode ser provável também, conforme aponta Cipriano Barata (e nenhum outro autor) que Domitila e o Chalaça fossem amantes mancomunados para extrair do príncipe o maior lucro. Teria sido, enfim, um típico caso de ménage à trois. O fato é que, a partir da Independência, a influência do Chalaça junto ao imperador aumentou, o que se traduz em diversos títulos honoríficos e fortuna crescente.
Viveu durante muito tempo numa grande casa na avenida Maracanã, que posteriormente serviu de residência oficial aos Ministros do Exército.
A lista de feitos do filho bastardo do Visconde de Vila Nova da Rainha é imensa, dos quais destacamos alguns, todos envoltos numa certa névoa de imprecisão, já que o confidente do imperador jamais agia muito às claras:
- teria sido incentivador direto da Independência, o primeiro a compartilhar a intenção de D. Pedro em proclamá-la;
- foi "escritor-fantasma" do imperador, que tinha pretensões literárias, escrevendo para ele discursos, textos para jornais e até mesmo artigos inteiros da Constituição brasileira de 1824;
- organizou uma espécie de gabinete particular, um "ministério paralelo" que influenciava importantes decisões do Império. Esse suposto gabinete seria chamado pelos contemporâneos de Conselho Secreto, Camarilha Palaciana e Gavetário do Chupa-Chupa (!);
- mais tarde, após a morte da primeira esposa de D. Pedro I, a Imperatriz Leopoldina (uma mulher digna e eternamente traída), Chalaça foi a Paris pedir, em nome do Imperador, a mão da filha do rei Luís Filipe de Orléans, o rei cidadão - escolha que causou escândalo. Um Imperador destrambelhado se fazia representar por um enviado amoral e devasso.

Além do mais, era o alcoviteiro, o oportunista, o intermediário de negócios escusos, o financista, o conselheiro do imperador, que contribuiu para a preservação no poder do Partido Português e para a neutralização de homens públicos como José Bonifácio.
Em 1828, conheceu Mariana Garcia, filha de Pedro Cigano. Após descobrir que a filha estava gravida, Cigano espancou Gomes e o obrigou a se casar com Mariana. O filho se chamou Francisco Garcia Gomes da Silva
Chalaça jamais voltaria ao Brasil. Foi uma derrota temporária. A apreciação dos brasileiros sobre ele é que era corrompido e corruptor, pagando jornais como a Gazeta do Brasil para insultarem os políticos liberais, sem escrúpulos, recadeiro de seu amo junto de concubinas, insolente, antipático ao Brasil e aos brasileiros. Comenta Otávio Tarquínio de Sousa: «Mas não era o ignorante, o servandija que se quis fazer dele. Não lhe faltava, ao contrário, certa finura, certa manhã no desempenho das incumbências que lhe competiam; sabia escrever, redigia até com bastante propriedade de expressão. E foi sempre fiel ao imperador, antes e depois de sua desgraça.»
Na Europa, Chalaça escreveu três livros (dois deles destinados a prejudicar a imagem de seu inimigo, o Marquês de Barbacena - entre eles A Exposição do Marquez de Barbacena) e um autobiográfico, Memórias oferecidas à nacção brazileira, editado em Londres em 1831.
Após a abdicação de dom Pedro, Amélia e Mari da Glória foram mandadas para Paris, em uma rua ao lado da casa de Gomes, que vivia em uma pensão junto de seu cavalariço e amigo Calimério da Cruz. No final de 1832, tenta dar o golpe do baú em uma viúva rica chamada Marie-Louise, mas tudo que ganha é uma gargantilha de ouro.
Acaba sendo chamado a Portugal por D. Pedro, em 1833, para ser secretário de estado da casa de Bragança. Em 24 de setembro de 1834, morreu D. Pedro, deixando viúva sua segunda esposa, Dona Amélia. Após a morte de dom Pedro, Caetano Gamito (homem que durante a ausência de Chalaça em Portugal foi secretário de dom Pedro) tentou se casar com dona Amélia. Mas Gamito tinha um filho com Dedé d´Angola, prostituta da casa de Lady Bloomfield, casa que Gomes frequentava junto de João Carlota e João da Rocha Pinto (também amigos de dom Pedro). Durante uma festa, Gomes desmascarou Gamito, que em seguida partiu para a África.                      Em uma carta a Gamito, de 9 de outubro de 1835, Chalaça diz ter se casado com dona Amélia, provavelmente para irritá-lo. Naquela época, gomes estava ficando com Inês, empregada da casa de João Rocha.
Em 1838, Gomes entrega suas memórias a seu filho através de João Carlota, que estava de viagem ao Brasil.

### Últimos dias
Em 1851, velho e doente, Chalaça faz a partilha de seus bens entre os filhos legítimos e ilegítimos. Mesmo após tantos anos de luxo e ostentação, com dezenas de amantes e viagens de recreio, ainda deixa uma fortuna colossal, quatro vezes maior, por exemplo, do que a de sua oportunista sócia, a Marquesa de Santos.
Na tarde de 30 de dezembro de 1852, o Chalaça morreu em Lisboa, no Hotel Bragança, construído no local do antigo palácio dos Duques de Bragança destruído pelo terremoto de 1755, tendo seu filho e biógrafo registrando-lhe as últimas palavras durante a extrema-unção: "Padre José, eu amei demais as mulheres e o dinheiro…".[carece de fontes?]

## Representações na cultura
O Chalaça já foi retratado como personagem no cinema e na televisão, interpretado por Giorgio Lambertini no filme "O Grito do Ipiranga" (1917), Emiliano Queiroz no filme "Independência ou Morte" (1972), Edwin Luisi na novela "Marquesa de Santos" (1984), no filme "Carlota Joaquina - Princesa do Brazil" (1995), Humberto Martins na minissérie "O Quinto dos Infernos" (2002) e Rômulo Estrela na novela "Novo Mundo" (2017). Além destas obras, há também um livro de histórias em quadrinhos com o personagem: "Chalaça, o Amigo do Imperador", escrito por André Diniz e desenhado por Antonio Eder. O livro foi publicado pela Conrad Editora, em 2005. Há também o livro "O Chalaça" de José Roberto Torero da Editora Objetiva, editado em 1998. Na música foi retratado na ópera "O Chalaça", do compositor brasileiro Francisco Mignone, estreada em 1971 no Theatro Municipal do Rio de Janeiro. No livro "As maluquices do Imperador" de Paulo Setubal, ele aparece como companheiro e amigo de D. Pedro I, além de ser representado na adaptação da dublagem brasileira de Chaves gravada pelos estúdios da MAGA no episódio O grito da independência.